# The Sea Around Us
The Sea Around Us é um filme-documentário estadunidense de 1953 dirigido e escrito por Irwin Allen. Venceu o Oscar de melhor documentário de longa-metragem na edição de 1954.

## Elenco
- Don Forbes
- Theodore von Eltz